# حب القدر
حب القدر هو مسلسل تاريخي تايلندي عرض على القناة 3 في الفترة من 21 فبراير حتى 11 أبريل 2018.المسلسل من بطولة راني كامبين وثانافات فاتانابوتي.

## روابط خارجية
حب القدر على موقع IMDb (الإنجليزية)
- حب القدر على موقع كينوبويسك (الروسية)
- حب القدر على موقع قاعدة بيانات الفيلم (الإنجليزية)